# NGC 3448
NGC 3448 este o interacțiune de galaxii situată în constelația Ursa Mare. A fost descoperită în 17 aprilie 1789 de către William Herschel. Se află la o distanță de 23,8 de megaparseci de Pământ.